# Ruth Milles

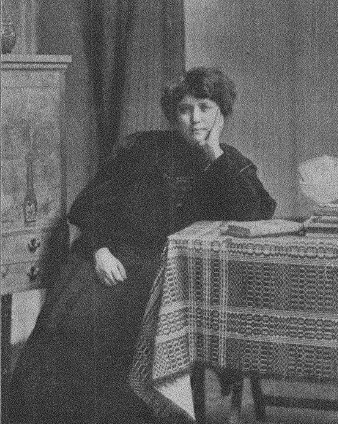
Ruth Milles omkring 1908

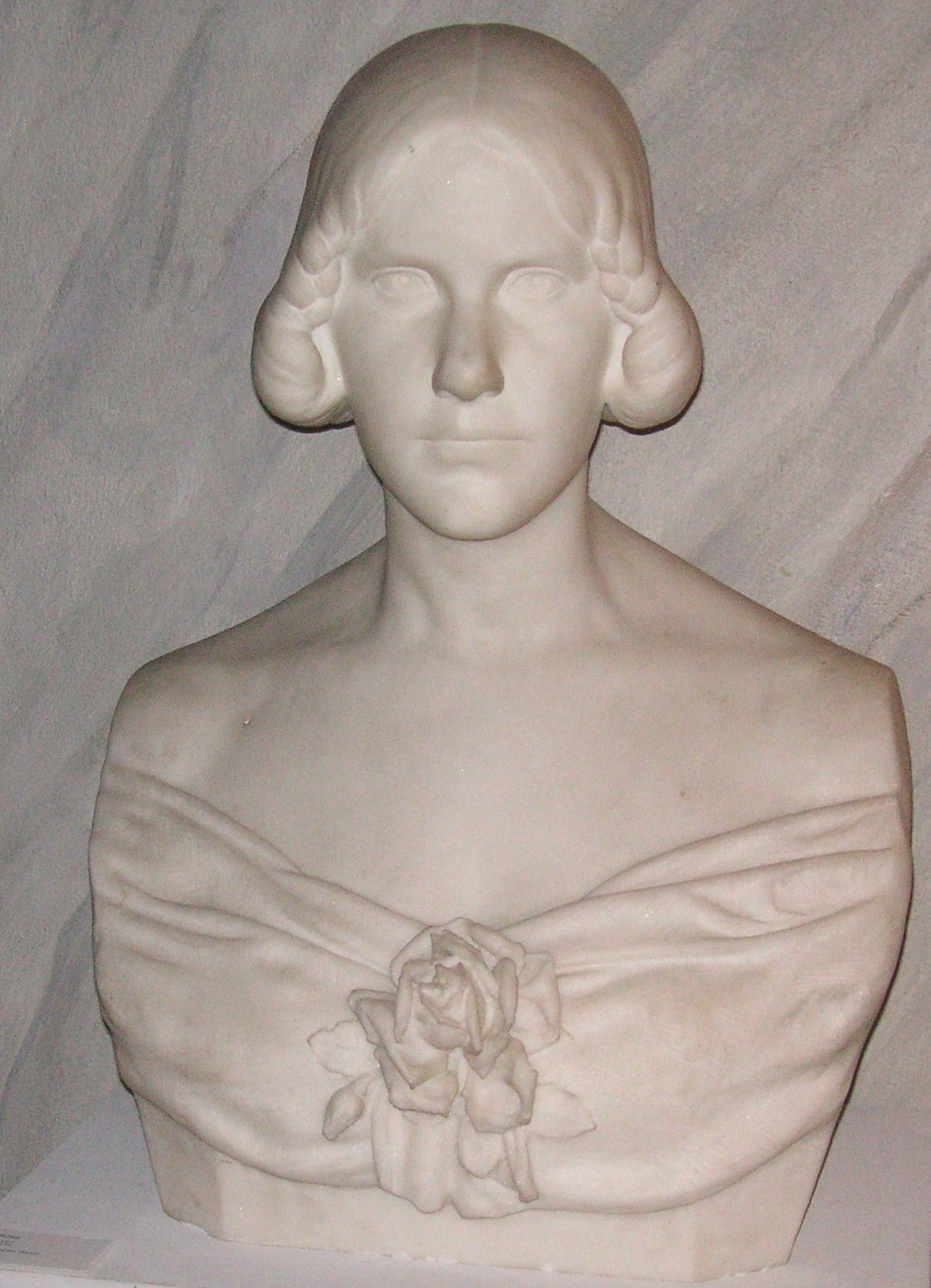
Marmorbyst av Ruth Milles visande Jenny Lind, ca 1915

Ruth Milles, ursprungligen Andersson, född 19 april 1873 i Vallentuna, död 11 februari 1941 i Rom, var en svensk skulptör och författare.

## Familj
Ruth Milles hade två syskon när hennes mor dog i barnsäng, och fick efter att fadern gifte om sig tre halvsyskon. Två av Ruth Milles syskon arbetade inom konstområdet: brodern Carl Milles (1875–1955), skulptör och halvbrodern Evert Milles (1885–1960), arkitekt.

## Utbildning och karriär
Ruth Milles var till skillnad från sin bror Carl högskoleutbildad konstnär. Hon studerade vid Tekniska skolan i Stockholm mellan åren 1892 och 1893 och därefter  1894 till 1898 vid Kungliga Konstakademien. På hösten 1898 begav hon sig till Paris, ungefär ett år efter att hennes bror Carl Milles hade flyttat dit och företog därifrån flera studieresor i Frankrike och till Tyskland. Syskonparet Milles umgicks mycket i Paris och kom att samarbeta både konstnärligt och ekonomiskt i det gemensamma bolag som de hade grundat i Frankrike. Företaget sålde bland annat småskulpturer i brons, föreställande barn och olika sagofigurer av Ruth Milles. Somrarna tillbringade hon i fiskebyn Briac i Bretagne, där hon skildrade fiskarfolkets liv i skulptur. År 1902 blev hon tilldelad ett hederspris på Paris Salongen (Salon des artistes français).
År 1903 insjuknade hon i tuberkulos. Hon reste då tillbaka till Sverige och bosatte sig i Islinge på Lidingö, där hon inrättade en ateljé som hon tidvis delade med Carl Milles hustru Olga Milles.
Ruth Milles fick många beställningar av olika kulturinstitutioner i Stockholm, bland annat av Kungliga Dramatiska Teatern på medaljonger och porträttbyster för sångaren Jenny Lind och skådespelaren Georg Dahlqvist. Hon finns också representerad på Nationalmuseum och Thielska galleriet. I Ellen Keys hem Strand vid Vättern finns en byst och en oljemålning av Ruth Milles.
Under perioden 1904 till 1916 deltog hon i en mängd internationella utställningar som i St. Louis (1905), i Buenos Aires (1910), i Rom (1911) och på världsutställningen i San Francisco (1915) samt Svenska konstutställningen i Charlottenborg i Danmark (1916). Hennes sviktande hälsa tvingade henne dock att överge skulpturkonsten och hon riktade sin skaparkraft alltmer mot skrivkonsten. Hon gav bland annat ut diktsamlingen Dagarnas grå och blommornas blå (1918) och skrev och illustrerade barnsagorna Trollskrattet (1923), Didrik Flygare (1924) och Glohit och Glodit (1926).
1932 flyttade hon till Rom. Hon fick allt sämre hälsa, bland annat fick hon kallbrand som slutligen krävde amputering av ena benet. Ruth Milles avled i Rom 1941, 67 år gammal och gravsattes på den protestantiska kyrkogården i staden.

## Verk i urval
- Blåsväder
- Flitiga Kajsa
- Moder med barn
- Flicka med knyte
- Mjölkflicka

## Välkända konstverk
Mest känd har Ruth Milles blivit för sina småskulpturer som Bondhustrun, Blåsväder och Bukettlisa.

## Övrigt
- Ruth Milles målade också bilder för många julkort och svarade för illustrationer i en rad tidningar.
- I tidskriften Nya Idun skrevs den 25 juni 1908 en stor illustrerad och mycket berömmande artikel om Ruth Milles författad av Elin Wägner.
- Ruth Milles har indirekt en väg uppkallad efter sig i Vallentuna, Milles väg, genom att kommunen trodde att Carl Milles var född på Bällsta gård i Bällsta - Vallentuna kommun  i Vallentuna . Ruth däremot är född på gården. Misstaget upptäcktes vid Kungaparets Eriksgata 1992 och den historiska bakgrunden till vägens namn fick skrivas om.
- Vid en intervju av Svante Milles (Stig Milles son) om syskonen Ruth och Carl Milles som konstnärer omkring 1990 sade han; "Carl Milles konstverk är till för stadens öppna platser och paradstråk medan Ruth Milles konst är till för fönstersmygen och skrivbordet".
- Wilhelmina Skogh (1849–1926), granne med Carl Milles på Herserudsklippan, köpte in flera statyetter av Ruth Milles för att pryda sitt hem Villa Foresta.